# Wern-Lauer-Platten
Die Wern-Lauer-Platten sind ein Naturraum im westlichen Maindreieck in Unterfranken. Sie bilden die Haupteinheit 135 innerhalb der Mainfränkischen Platten (Haupteinheitengruppe 13).

## Lage
Die Landschaft beschreibt ein etwa 534 km² großes, lang gezogenes Dreieck zwischen Würzburg, Gemünden am Main und Bad Neustadt an der Saale, das im Südwesten etwa dem Verlauf des Mains folgt, im Nordwesten dem der Fränkischen Saale. Die angrenzenden naturräumlichen Haupteinheiten sind:
| Südrhön            |                                             | Grabfeldgau                                |
| Sandstein-Spessart | Kompassrose, die auf Nachbargemeinden zeigt | Hesselbacher Waldland Schweinfurter Becken |
| Mittleres Maintal  |                                             | Gäuplatten im Maindreieck                  |

## Landschaftsmerkmale
Geologisch dem Muschelkalk zugehörig, sind die Wern-Lauer-Platten von einem mäßigen bis starken Relief geprägt, mit Höhenlagen zwischen etwa 180 und 380 m ü. NHN. Vor allem entlang der Täler der beiden namensgebenden Flüsse Wern und Lauer finden sich teils steilere Hanglagen. Obgleich in der Kulturlandschaft der Ackerbau dominiert, sind die vorherrschenden Rendzinenböden weniger fruchtbar als die Böden der östlich anschließenden Gäuflächen. Daher sind die Wern-Lauer-Platten waldreicher, beispielsweise im Bereich des Gramschatzer Waldes. Dieser und weitere Wälder bei Würzburg sowie die Trockenhänge mit Kalkmagerrasen an Main und Wern sind als FFH-Gebiete ausgewiesen.

## Naturräumliche Gliederung
Die Wern-Lauer-Platten gliedern sich naturräumlich:
- (zu 13 Mainfränkische Platten)
  - 135 Wern-Lauer-Platten (Muschelkalkplatten im nordwestlichen Maindreieck)
    - 135.0 Würzburger nördliche Mainseitentäler
    - 135.1 Gramschatzer Wald
    - 135.2 Werngrund
    - 135.3 Heßlarer Hochfläche
    - 135.4 Stettener Riedel
    - 135.5 Eschenbacher Hochflächen
    - 135.6 Sulzthaler Höhen
    - 135.7 Münnerstädter Hochfläche